# Gorraiz de Arce
Gorraiz de Arce (Gorraitz-Artzibar en euskera) es un antiguo concejo de la Comunidad Foral de Navarra perteneciente al municipio de Arce. Desde el 25 de octubre de 1990, se extingue como concejo y pasa a ser un lugar. Está situado en la merindad de Sangüesa. Su población en 2014 era de 8 habitantes (INE).

## Toponimia
El origen del nombre es dudoso. Salaberri opina que procede del euskera y significa ‘lugar de tierra roja’. En cambio Julio Caro Baroja pensaba que descendía de un nombre de persona Gorraicus. En documentos antiguos aparece como Gorraitz (1268, 1278, NEN), Gorraiz, Gorrays y Gorrayz (1096, 1279, 1511, 1366, 1532, 1591, NEN).

## Geografía
En este pueblo hay una sola calle, San Martín. En invierno las nevadas pueden llegar a 1,2 m. Hace mucho tiempo había mucha población, se hablaba en euskera; con el tiempo esto se fue perdiendo.
Suelen ir algún que otro montañero a dos montes, el Elke (1297 m) y el Pausarán (1278 m). También está Mendía, una pequeña llanura desde la que se ve todo el pueblo.

## Arte
Iglesia de San Martín. Hubo una ermita de San Miguel, cuya localización se ha perdido.